# Kaczorowy
Kaczorowy – wieś sołecka w Polsce położona w województwie mazowieckim, w powiecie płońskim, w gminie Raciąż. Obok miejscowości przepływa rzeczka Rokitnica, dopływ Raciążnicy.
W latach 1954–1968 wieś należała i była siedzibą władz gromady Kaczorowy, po jej zniesieniu w gromadzie Kaczorowy. W latach 1975–1998 miejscowość administracyjnie należała do województwa ciechanowskiego.
Miejscowość była gniazdem rodzinnym Koczorowskich herbu Rogala.
Wierni Kościoła rzymskokatolickiego należą do parafii św. Małgorzaty w Gralewie.